# 정밀도와 재현율

정밀도와 재현율

이진 분류 기법(binary classification)을 사용하는 패턴 인식과 정보 검색 분야에서, 정밀도는 검색된 결과들 중 관련 있는 것으로 분류된 결과물의 비율이고, 재현율은 관련 있는 것으로 분류된 항목들 중 실제 검색된 항목들의 비율이다. 따라서 정밀도와 재현율 모두 관련도(Relevance)의 측정 기준 및 지식을 토대로 하고 있다.

## 정의
정보 검색 분야에서, 정밀도와 재현율은 검색된 문서(retrieved documents; 웹 검색 엔진에 의해 생성된 문서들) 및 관련 있는 문서(relevant documents; 웹 문서들 중 찾고자 하는 주제와 실제로 관련 있는 것들)에 의해 정의된다.

### 정밀도
정보 검색 분야에서 정밀도(precision)는 검색된 문서들 중 관련 있는 문서들의 비율이다.
{\displaystyle {\text{precision}}={\frac {|\{{\text{relevant documents}}\}\cap \{{\text{retrieved documents}}\}|}{|\{{\text{retrieved documents}}\}|}}}

### 재현율
정보 검색 분야에서 재현율(recall)은 관련 있는 문서들 중 실제로 검색된 문서들의 비율이다.
{\displaystyle {\text{recall}}={\frac {|\{{\text{relevant documents}}\}\cap \{{\text{retrieved documents}}\}|}{|\{{\text{relevant documents}}\}|}}}

## 정의
|           |          | 실제 정답                     |                               |
| Positive  | Negative |                               |                               |
| 실험 결과 | Positive | True Positive                 | False Positive (Type 1 Error) |
| 실험 결과 | Negative | False Negative (Type 2 Error) | True Negative                 |

통계적 분류 분야에서 정밀도(precision)와 재현율(recall)은 다음과 같이 정의된다:
{\displaystyle {\text{Precision}}={\frac {tp}{tp+fp}}\,}
{\displaystyle {\text{Recall}}={\frac {tp}{tp+fn}}\,}
여기서 재현율은 sensitivity로도 불리며, 정밀도는 positive predictive value(PPV)로 불리기도 한다; 통계적 분류 분야에서 사용되는 다른 기준으로 True Negative Rate(Specificity)와 정확도(Accuracy) 등이 있다.
{\displaystyle {\text{True negative rate}}={\frac {tn}{tn+fp}}\,}
{\displaystyle {\text{Accuracy}}={\frac {tp+tn}{tp+tn+fp+fn}}\,}

## 같이 보기
- 민감도와 특이도
- 혼동 행렬
- 기저율 오류